# أغاروز

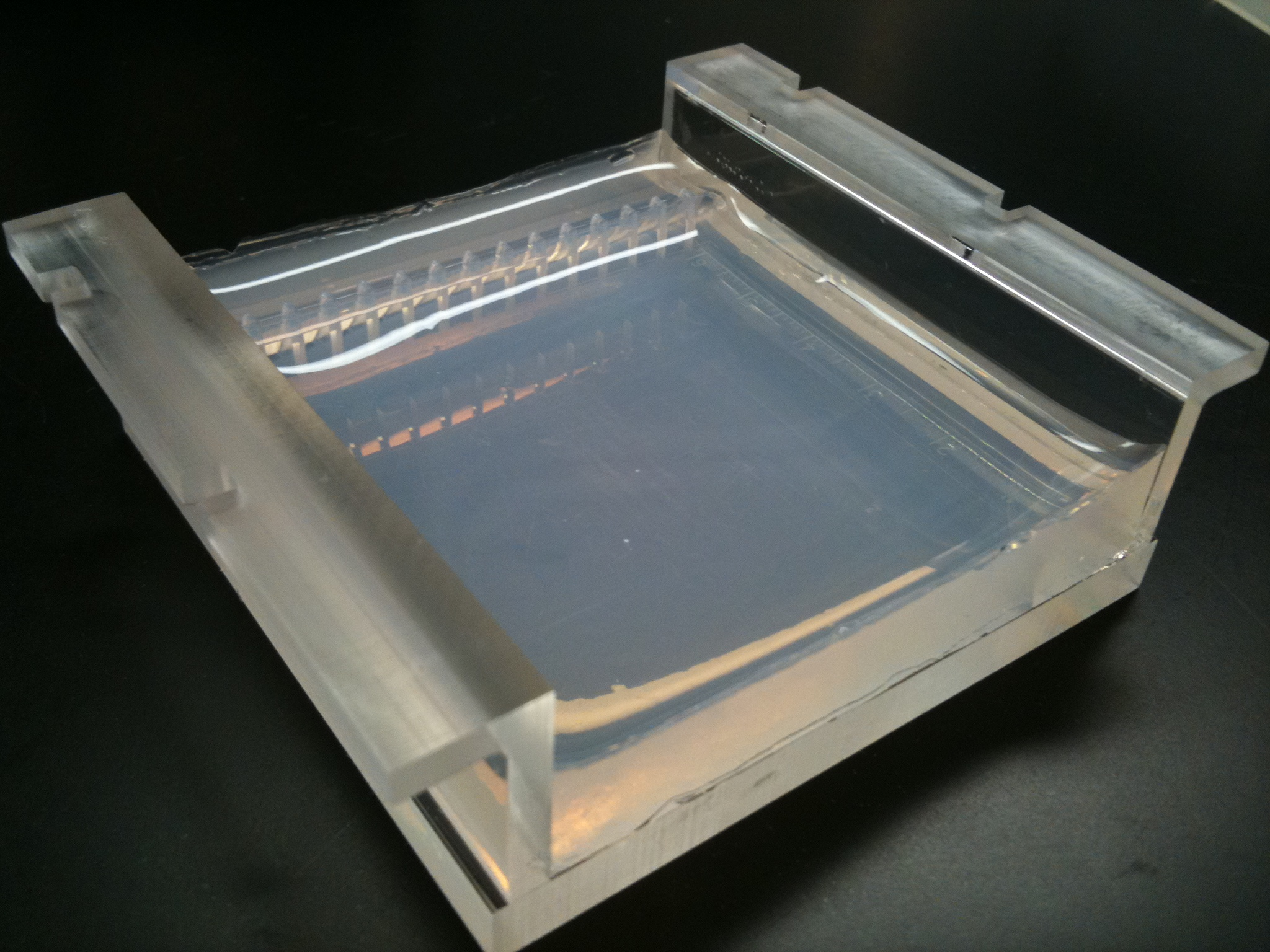
هلام الأغاروز في صينية ليستخدم في الرحلان الكهربائي.

الأغاروز أو أجاروز (بالإنجليزية: Agarose) هو عديد سكاريد، يستخلص في العادة من بعض الطحالب الحمراء. وهو مكثور خطي متكون من تكرار لوحدات الأغاروبيوز، وهو سكر ثنائي مكون من D-غلاكتوز و3،6-أنهيدرو-L-غلاكتوبيرانوز. الأغاروز أحد مكونين اثنين رئيسيين للأغار، ويُنقَّى من الأغار بإزالة المكون الآخر وهو الأغاروبكتين.
يُستخدم الأغاروز بشكل شائع في علم الأحياء الجزيئي لفصل الجزيئات الكبيرة، خاصة الدنا عبر الرحلان الكهربائي. شرائح هلام الأغاروز من أجل الرحلان الكهربائي (في العادة 0.7-2%) يمكن تحضيرها بسهولة عبر سكب المحلول المائع الساخن في قالب. مجال كبير من الأغاروزات المختلفة في الوزن الجزيئي والخصائص متوفرة تجاريا لهذه الأغراض. يمكن تشكيل الأغاروز كذلك على شكل خزرات واستخدامها في العديد من الطرق الاستشراب الخاصة بتنقية البروتين.

## البنية

بنية مكثور الأغاروز.

الأغاروز مكثور خطي ذو وزن جزيئي يصل حوالي 120 ألف دالتون، ويتكون من D-غلاكتوز و3،6-أنهيدرو-L-غلاكتوبيرانوز متناوبين مرتبطين عبر روابط غليكوسيدية α-(1→3) وβ-(1→4) . الـ3،6-أنهيدرو-L-غلاكتوبيرانوز هو L-غلاكتوز مع جسر أنهدرو بين الذرة الثالثة والسادسة، توجد بعض وحدات L-غلاكتوز في المكثور لا تملك جسر الأنهدرو. يمكن مثيلة بعض وحدات D-غلاكتوز وL-غلاكتوز ويتواجد كذلك البيروفيك والكبريتات بكميات قليلة.
كل سلسلة أغاروز تحتوي على حوالي 800 جزيء غلاكتوز، وتشكل سلسلة مكثور الأغاروز خيوطا لولبية تتكدس إلى بنية فائقة الالتفاف نصف قطرها حوالي 20-30 نانومتر. هذه الخيوط شبه صلبة ومجال طولها كبير وذلك حسب تركيز الأغاروز. حين يتم تصليب الأغاروز تشكل خيوطه شبكة قنوات ثلاثية الأبعاد يتراوح قطرها بين 50-200 نانومتر وذلك حسب تركيز الأغاروز المستخدم، تراكيز عالية تعني قنوات ذات أقطار صغيرة. تتماسك البنية ثلاثية الأبعاد بواسطة روابط هيدروجينية وبالتالي يمكن تشتيتها عبر تسخينها وإعادتها إلى الحالة السائلة.